# الگاند
الگاند (به ایتالیایی: Algund) یک سکونتگاه مسکونی در ایتالیا است که در التو آدیجه واقع شده‌است.

## خصوصیات
الگاند ۲۳٫۶ کیلومترمربع مساحت و ۴٬۸۳۷ نفر جمعیت دارد.